# Secretary of State (Vereinigtes Königreich)
Der Secretary of State im Vereinigten Königreich ist ein Minister des Kabinetts innerhalb der britischen Regierung. Die Bezeichnung Minister of State wird für eine Position, die einem Staatssekretär im deutschsprachigen Raum vergleichbar wäre, verwendet.

## Geschichte des Amtes
Die früheste Erwähnung eines Secretary to the Sovereign oder The King’s Secretary datiert aus dem Jahr 1253, zur Herrschaftszeit Heinrichs III. von England. Im Jahr 1539 richtete Heinrich VIII. ein zweites gleichrangiges Amt ein, so dass es danach zwei Royal Secretaries gab. Unter der Regierungszeit Elisabeth I. kam die Bezeichnung Secretary of State für die beiden Hofbeamten auf. Mit ihrem Amtsantritt im Jahre 1558 machte sie William Cecil, 1. Baron Burghley zu ihrem persönlichen Sekretär. Er war damit der erste Secretary of State von England und wurde zum engsten Vertrauten der Königin. Er hatte das Amt bis 1572 inne.
Nach dem Jahr 1660 wurden die Zuständigkeiten aufgeteilt. Danach gab es den Secretary of State for the Southern Department, zuständig für Südengland, Wales, Irland, die amerikanischen Kolonien und die Beziehungen zu den mehrheitlich katholischen Ländern West- und Südeuropas (Frankreich, Spanien, Portugal, die Schweiz, italienische Staaten etc.) sowie den islamischen Ländern (Osmanisches Reich etc.), und den Secretary of State for the Northern Department, zuständig für Nordengland, Schottland und die Beziehungen zu den Niederlanden, den deutschen Staaten, Dänemark, Schweden, Polen und Russland. Im Jahr 1708, im sechsten Regierungsjahr von Königin Anne, nach der staatlichen Vereinigung mit Schottland, wurde ein drittes derartiges Amt eines Secretary of State for Scotland speziell für schottische Angelegenheiten eingerichtet. Nach der Niederschlagung des Jakobitenaufstands 1745 wurde dieses Amt 1746 wieder aufgelöst. Am 20. Januar 1768 wurde unter Georg III. ein Principal Secretary of State for the American or Colonial Department eingerichtet, jedoch 1782, nach der Amerikanischen Revolution, wieder abgeschafft.
Am 27. März 1782 wurden das Northern und Southern Department aufgelöst und die Zuständigkeiten wurden auf ein Home und ein Foreign Department (Innen- und Außenministerium) aufgeteilt. Am 17. Juli 1794, noch unter Georg III., kam ein dritter Secretary of State in Form des Principal Secretary of State for War (Kriegsminister) hinzu, der auch die Zuständigkeit für die Kolonien erhielt (diese war zuvor beim Home Secretary angesiedelt). Zur Regierungszeit Victorias wurden am 12. Juni 1854 ein vierter Secretary of State für die Kolonien (Kolonialminister) und am 2. September 1858 nach der Auflösung der Britischen Ostindien-Kompanie ein vierter Secretary of State for India eingerichtet.
Im Laufe des 19. und 20. Jahrhunderts wuchs die Zahl der Secretaries of State weiter. Seit dem 20. Jahrhundert dominieren Wirtschafts- und Sozialpolitik.

## Secretary of Statesin der aktuellen Regierung
Die folgende Liste beinhaltet alle Secretaries of State der Regierung Boris Johnson.
| Bezeichnung                                                     | ab   | Bemerkung                                 |
| --------------------------------------------------------------- | ---- | ----------------------------------------- |
| Secretary of State for Foreign und Commonwealth Affairs         | 1968 |                                           |
| Secretary of State for the Home Department                      | 1782 |                                           |
| Secretary of State for Scotland                                 | 1926 |                                           |
| First Secretary of State                                        | 1962 |                                           |
| Secretary of State for Defence                                  | 1964 |                                           |
| Secretary of State for Wales                                    | 1964 |                                           |
| Secretary of State for Work und Pensions                        | 1968 | bekam die aktuelle Bezeichnung 2001       |
| Secretary of State for Northern Ireland                         | 1972 |                                           |
| Secretary of State for Transport                                | 1976 | zw. 1979–1981 und 1997–2002 nicht benutzt |
| Secretary of State for Health and Social Care                   | 1988 | bekam die aktuelle Bezeichnung 2018       |
| Secretary of State for Culture, Media und Sport                 | 1992 | zwischen 2010 und 2012 auch „Olympics“    |
| Secretary of State for International Development                | 1997 |                                           |
| Secretary of State for Environment, Food und Rural Affairs      | 2001 |                                           |
| Secretary of State for Communities und Local Government         | 2006 |                                           |
| Secretary of State for Justice                                  | 2007 | in Personalunion auch Lordkanzler         |
| Secretary of State for Education                                | 2010 |                                           |
| Secretary of State for Business, Energy and Industrial Strategy | 2016 |                                           |
| Secretary of State for International Trade                      | 2016 |                                           |

## Liste früherer Bezeichnungen
| Bezeichnung                                                       | von – bis               | Bemerkung |
| ----------------------------------------------------------------- | ----------------------- | --- |
| Secretary of State for the Northern Department                    | 1660–1782               | aufgegangen in Secretary of State for Foreign Affairs                                                                              |
| Secretary of State for the Southern Department                    | 1660–1782               | aufgegangen in Secretary of State for the Home Department                                                                          |
| Secretary of State for the Colonies                               | 1768–1782 und 1854–1966 | aufgegangen in Secretary of State for Commonwealth Affairs                                                                         |
| Secretary of State for Foreign Affairs                            | 1782–1968               | aufgegangen in Secretary of State for Foreign und Commonwealth Affairs                                                             |
| Secretary of State for War                                        | 1794–1801 und 1854–1964 | aufgegangen in Secretary of State for Defence                                                                                      |
| Secretary of State for War and the Colonies                       | 1801–1854               | aufgeteilt in Secretary of State for War und Secretary of State for the Colonies                                                   |
| Secretary of State for India                                      | 1858–1947               | 1935 umbenannt in Secretary of State for India und Burma                                                                           |
| Secretary of State for Air                                        | 1918–1964               | aufgegangen in Secretary of State for Defence                                                                                      |
| Secretary of State for Dominion Affairs                           | 1925–1947               | aufgegangen in Secretary of State for Commonwealth Relations                                                                       |
| Secretary of State for Commonwealth Relations                     | 1947–1966               | aufgegangen in Secretary of State for Commonwealth Affairs                                                                         |
| Secretary of State for Industry, Trade und Regional Development   | 1963–1964               | |
| Secretary of State for Education und Science                      | 1964–1992               | umbenannt in Secretary of State for Education                                                                                      |
| Secretary of State for Economic Affairs                           | 1964–1969               | |
| Secretary of State for Commonwealth Affairs                       | 1966–1968               | aufgegangen in Secretary of State for Foreign und Commonwealth Affairs                                                             |
| Secretary of State for Employment und Productivity                | 1968–1970               | umbenannt in Secretary of State for Employment                                                                                     |
| Secretary of State for Social Services                            | 1968–1988               | |
| Secretary of State for the Environment                            | 1970–1997               | umbenannt in Secretary of State for Environment, Transport und the Regions                                                         |
| Secretary of State for Employment                                 | 1970–1995               | aufgegangen in Secretary of State for Education und Employment                                                                     |
| Secretary of State for Energy                                     | 1974–1992               | aufgegangen in Secretary of State for Trade und Industry                                                                           |
| Secretary of State for Trade                                      | 1974–1983               | aufgegangen in Secretary of State for Trade und Industry                                                                           |
| Secretary of State for Industry                                   | 1974–1983               | aufgegangen in Secretary of State for Trade und Industry                                                                           |
| Secretary of State for Prices und Consumer Protection             | 1974–1979               | |
| Secretary of State for Social Security                            | 1988–2001               | umbenannt in Secretary of State for Work und Pensions                                                                              |
| Secretary of State for Education                                  | 1992–1995               | aufgegangen in Secretary of State for Education und Employment                                                                     |
| Secretary of State for National Heritage                          | 1992–1997               | umbenannt in Secretary of State for Culture, Media und Sport                                                                       |
| Secretary of State for Education und Employment                   | 1995–2001               | aufgeteilt in Secretary of State for Education und Skills und Secretary of State for Work und Pensions                             |
| Secretary of State for the Environment, Transport und the Regions | 1997–2001               | aufgeteilt in Secretary of State for Transport und Secretary of State for Environment, Food und Rural Affairs                      |
| Secretary of State for Constitutional Affairs                     | 2003–2007               | umbenannt in Secretary of State for Justice                                                                                        |
| Secretary of State for Education und Skills                       | 1964–2007               | aufgeteilt in Secretary of State for Children, Schools und Families und Secretary of State for Innovation, Universities und Skills |
| Secretary of State for Trade und Industry                         | 1970–2007               | umbenannt in Secretary of State for Business, Enterprise und Regulatory Reform                                                     |
| Secretary of State for Business, Enterprise und Regulatory Reform | 2007–2009               | aufgegangen in Secretary of State for Business, Innovation und Skills                                                              |
| Secretary of State for Innovation, Universities und Skills        | 2007–2009               | aufgegangen in Secretary of State for Business, Innovation und Skills                                                              |
| Secretary of State for Business, Innovation und Skills            | 2007                    | aufgegangen in Secretary of State for Business, Energy and Industrial Strategy                                                     |
| Secretary of State for Energy und Climate Change                  | 2008                    | aufgegangen in Secretary of State for Business, Energy and Industrial Strategy                                                     |
| Secretary of State for Exiting the European Union                 | 2016                    | nach dem Brexit aufgelöst |